# Саботаж: Кулак Империи
Саботаж: Кулак Империи (англ. Sabotain: Break the Rules; пол. Sabotain Złam Zasady) — российская видеоигра в жанре РПГ разработанная компанией Avalon Style Entertainment и изданная Акеллой в ноябре 2004 года.
Первоначально игру должна была издавать cdv Software Entertainment, но позже проект выпустила компания Акелла. Проект вошел в стадию альфа 17 июля 2002 года.

## Восприятие
Игра получила преимущественно отрицательные оценки. Interia писали, что единственный аспект, который им понравился, — это музыка. XTGamers отметили слабую графику и общее техническое исполнение. Igray похвалили игру за большой и разнообразный мир. Рецензент сайта Absolute Game посчитал что игра содержит слишком много фатальных недостатков, чтобы приносить удовольствиеs. Французский сайтJeuxvideo.com подверг жесткой критике ИИ и поведение НПС.